# Lee Su-young
Lee Su-young (* 7. August 1989) ist ein südkoreanischer Biathlet.
Lee Su-young nahm im Rahmen der Militär-Skiweltmeisterschaften 2010 in Brusson an einer internationalen Meisterschaft teil und belegte dort die Plätze 60 im Sprint und mit Han Kyung-hee, Jun Je-uk und Park Hyo-peom 16 im Patrouillenlauf. In Duszniki-Zdrój nahm er an den Sommerbiathlon-Weltmeisterschaften 2010 teil und belegte den 36. Platz im Sprint. Im Verfolgungsrennen erreichte er das Ziel als einer von mehreren überrundeten Läufern nicht.

## Biathlon-Weltcup-Platzierungen
Die Tabelle zeigt alle Platzierungen (je nach Austragungsjahr einschließlich Olympische Spiele und Weltmeisterschaften).
- 1.–3. Platz: Anzahl der Podiumsplatzierungen
- Top 10: Anzahl der Platzierungen unter den ersten zehn (einschließlich Podium)
- Punkteränge: Anzahl der Platzierungen innerhalb der Punkteränge (einschließlich Podium und Top 10)
- Starts: Anzahl gelaufener Rennen in der jeweiligen Disziplin
- Staffel: inklusive Mixed- und Single-Mixed-Staffeln

| Platzierung              | Einzel | Sprint | Verfolgung | Massenstart | Staffel | Gesamt |
| ------------------------ | ------ | ------ | ---------- | ----------- | ------- | ------ |
| 1. Platz                 |        |        |            |             |         |        |
| 2. Platz                 |        |        |            |             |         |        |
| 3. Platz                 |        |        |            |             |         |        |
| Top 10                   |        |        |            |             |         |        |
| Punkteränge              |        |        |            |             | 18      | 18     |
| Starts                   | 5      | 9      |            |             | 18      | 32     |
| Stand: 31. Dezember 2021 |        |        |            |             |         |        |